# 梅內姆沙 (麻薩諸塞州)
梅內姆沙（英語：Menemsha）是位於美國麻薩諸塞州杜克斯縣的一個非建制地區。

## 地理
梅內姆沙所處的海拔為高於海平面4米（即13英呎），而該地所採用的時區為UTC-5，即北美东部時區（EST）。同時該地設有夏令時間，為UTC-5調快一小時，即UTC-4（EDT）。